# Toni Montané
Toni Montané és un cantant català del Voló (Rosselló, Catalunya Nord), autor de temes de contingut humanístic i líric.
Enregistrà durant els anys setanta i vuitanta del segle xx dos SG (amb temes com "A tota veu" i "Festa") i dos LP (Tindrem estius i Jo canto l'esperança) i actuà alguna vegada fora de la Catalunya del Nord, especialment a París i Alemanya, però no arribà a ser gaire conegut a la resta dels Països Catalans.
Actualment, sembla haver abandonat la Cançó, tot i que ha publicat un parell de MC amb contes.